# Садыгов, Аловсат Ширали оглы
Садыгов Аловсат Ширали оглы (азерб. Əliövsət Şirəli oğlu Sadıqov; 21 декабря 1906, Нуха – 17 ноября 1970, Баку) — азербайджанский оперный певец, актёр театра. Народный артист Азербайджанской ССР (1956).

## Биография
Алиовсат Садыгов родился 21 декабря 1906 года в городе Нуха (ныне Шеки). В 1928–1930 годах обучался в Азербайджанской государственной консерватории. После окончания обучения в 1930–1963 годах начал работать солистом в Азербайджанском государственном театре оперы и балета.
Лирический тенор.
Исполнил роли Меджнуна, Ибн Салама и Зайда в опере Узеира Гаджибекова "Лейли и Меджнун", роль Керема в опере «Асли и Керем», роль Эйваза в опере «Кёроглы», Гариба в опере «Ашиг Гариб» Зульфугара Гаджибекова, роли Ашига Гариба и Ашига Самада в опере "Шахсанам" Рейнгольда Глиэра, роль Шаха Исмаила в опере «Шах Исмаил» Муслима Магомаева, роль Моллы Муталлима в опере "Наргиз", оперетту Узеира Гаджибекова «Аршин мал алан», оперетты «Машади Ибад» (Хамбал и Сарвар).
В последние годы жизни работал консультантом-педагогом в Азербайджанском оперном театре. Скончался в Баку 17 ноября 1970 года. Похоронен на Второй Аллее почётного захоронения.

## Награды
- Заслуженный артист Азербайджанской ССР (17 июля 1943)
- Народный артист Азербайджанской ССР (20 декабря 1956)[4]
- Орден «Знак Почёта»